# 六塵
六塵，佛教用語及常見的名詞，就是我們眼睛所看到的景像（稱為色塵）、耳朵所聽到的聲音（稱為聲塵）、鼻子聞到的香味和臭味等等（稱為香塵）、舌頭嘗到的酸甜苦辣味等（稱為味塵）、身體所摸到的軟硬冷熱觸感等（稱為觸塵），及意根所接觸到的覺受譬如漂亮或醜惡等（稱為法塵）。
「塵」就是塵垢，具有染污的意思。六塵有內六塵、外六塵之分。吾人之眼、耳、鼻、舌等六根相應於六塵而升起六識，就因為這六識而讓人昇起種種分別想，譬如「喜愛這、不喜歡那」等，而生起「貪、瞋、痴」三毒，此「三毒」能害善根，損減功德，終致纏縛於生死苦海，故六塵又名六大賊。

## 概述
- 色塵：眼睛所看到的「青、黃、赤、白」色、煙雲塵霧、長短方圓、光影明暗、物品的麤細、土地的高低平整與不平整等，眼根接觸到色塵就會生起生眼識。[3]

- 聲塵：一切語言音聲，包括風雷鐘鼓聲、你聽了覺得喜歡或不喜歡的聲音、唱歌吟詠以及男女所發出的聲音等，耳根接觸到聲塵就會生起耳識。[4]

- 香塵：好的香味、不好的香味(臭味)、聞起來對人類無害的香味如中藥或青草藥味、檀香沉香的香味（名：俱生香）、混雜多種香料的香味（名：和合香）、食物變酸後的臭酸味（名：變易香）等，鼻根接觸到香塵就會生起鼻識。[5]

- 味塵：苦酸甘辛味、醎味淡味任何喜歡或不喜歡的味道、非好非惡的味道、水果天然的味道、混合多種食物產生的味道如調酒之味、食物酸變的異味等等，舌根接觸到味塵就會生起舌識。[6]

- 觸塵：身體或四肢接觸的土地、水、火、風，輕物重物澀滑之物、冷熱硬輭物，以及饑惡口渴悶熱痛癢等，身根（身體）接觸到觸塵（外界環境或物品）等就會生起身識。[7]

- 法塵：色、聲、香、味、觸等五塵諸法所顯示之種種法相，譬如風景、好聽的音樂、玉蘭花香、食物、絲製衣物的質感等，都稱為法塵，意根接觸到這些法塵就會生起意識，再由意識去領納與分別：風景美不美、音樂好不好聽、喜或不喜歡這種花香…。[8]